# Velika nagrada Italije 1922
Velika nagrada Italije 1922 je bila druga in zadnja dirka Grandes Épreuves v sezoni Velikih nagrad 1922. Odvijala se je 10. septembra 1922 na dirkališču Autodromo Nazionale Monza.

## Rezultati

### Dirka
| Poz | Št | Dirkač                   | Moštvo                         | Dirkalnik             | Krogi | Čas/Odstop     | Št. m. |
| --- | -- | ------------------------ | ------------------------------ | --------------------- | ----- | -------------- | ------ |
| 1   | 18 | Pietro Bordino           | Fiat SpA                       | Fiat 804              | 80    | 5:43:13        | 5      |
| 2   | 5  | Felice Nazzaro           | Fiat SpA                       | Fiat 804              | 78    | +2 kroga       | 1      |
| 3   | 16 | Pierre De Vizcaya        | Automobiles Ettore Bugatti     | Bugatti T30           | 76    | +4 krogi       | 4      |
| Ods | 9  | Guido Meregalli          | SA Diatto                      | Diatto 4DC            | 52    |                | 3      |
| Ods | 22 | Alfieri Maserati         | SA Diatto                      | Diatto 4DC            | 27    | Trčenje        | 6      |
| Ods | 20 | Franz Heim               | Privatnik                      | Heim                  | 16    |                | 2      |
| Ods | 31 | Reinhold Stahl           | Privatnik                      | Heim                  | 7     |                | 8      |
| Ods | 29 | Enrico Giaccone          | Fiat SpA                       | Fiat 804              | 0     | Prenos         | 7      |
| DNS | 12 | Albert Guyot             | Rolland-Pilain                 | Rolland-Pilain A22    |       |                |        |
| DNS | 17 | Christian Lautenschlager | Daimler AG                     | Mercedes GP/14        |       |                |        |
| DNS | 3  | Ernest Friderich         | Automobiles Ettore Bugatti     | Bugatti T30           |       |                |        |
| DNS | 6  | Eugenio Silvani          | SA Automobiles Eduardo Bianchi | Bianchi 18            |       |                |        |
| DNS | 14 | Giulio Foresti           | Etablissements Ballot          | Ballot 2LS            |       |                |        |
| DNS | 37 | Gregor Kuhn              | Österreichische Daimler AG     | Austro-Daimler Sascha |       | Smrtna nesreča |        |
| DNS | 15 | Henry Segrave            | Sunbeam                        | Sunbeam               |       |                |        |
| DNS | 2  | Jean Chassagne           | Sunbeam                        | Sunbeam               |       |                |        |
| DNS | 1  | Jules Goux               | Etablissements Ballot          | Ballot 2LS            |       |                |        |
| DNS | 4  | Max Sailer               | Daimler AG                     | Mercedes GP/14        |       |                |        |
| DNS | 19 | Meo Constantini          | SA Automobiles Eduardo Bianchi | Bianchi 18            |       |                |        |
| DNS | 13 | René Thomas              | Automobiles Delage             | Delage 2LCV           |       |                |        |
| WD  | 8  | Alfred Neubauer          | Österreichische Daimler AG     | Austro-Daimler Sascha |       | Umik           |        |
| WD  | 32 | Lambert Pöcher           | Österreichische Daimler AG     | Austro-Daimler Sascha |       | Umik           |        |

- Najboljši štartni položaj: Felice Nazzaro (žreb)
- Najhitrejši krog: Pietro Bordino 4:05.0